# Familia real tongana
La Familia Real Tongana, se constituye por miembros de la Casa de Tupou, y está encabezada por el Rey, Tupou VI. La Familia Real se compone por los parientes directos del Monarca.

## Miembros de la Familia Real

### El monarca y su consorte
| MIEMBRO     | PERFIL | EDAD    |
| ----------- | --- | ------- |
| Tupou VI    | Rey de Tonga. Asumió el trono tras la muerte de su hermano, el rey Jorge Tupou V, el 18 de marzo de 2012. Se desempeñó como Primer Ministro de Tonga, ocupando el cargo desde el 3 de enero de 2000 al 11 de febrero de 2006. Además ocupó el puesto de Ministro de Asuntos Exteriores, Ministro de Defensa y Alto Comisionado de Tonga en Australia. | 65 años |
| Nanasipau'u | Reina consorte de Tonga. Hija del Baron Vaea de Houma, se convirtió en Princesa de Tonga tras su matrimonio con Tupou VI el 11 de diciembre de 1982, y luego en reina consorte tras la muerte de su cuñado y asunción de su marido. | 71 años |

### Los hijos del Monarca
| MIEMBRO           | PERFIL | EDAD    |
| ----------------- | --- | ------- |
| Lātūfuipeka       | Princesa de Tonga. Nacida el 17 de noviembre de 1983, es la primogénita del rey y la reina consorte, actualmente se posiciona en el séptimo lugar de la línea de sucesión al trono, ya que la ley de sucesión da preferencia a la descendencia masculina. Actualmente se desempeña como Alta Comisionada del Reino de Tonga en Australia.                                               | 41 años |
| Jorge Constantino | Príncipe heredero de Tonga. Nacido el 17 de septiembre de 1985, es el heredero inmediato trono tongano por ser el primer hijo varón del Rey. Contrajo matrimonio con Sinaitakala Fakafānua el 12 de julio de 2012. Ostenta los títulos Tupouto'a –reservado para el heredero– y 'Ulukalala –referido a un dominio Vava’u, y heredado de su padre cuando sucedió a su hermano como Rey–. | 39 años |
| Guillermo         | Príncipe Ata. Nacido el 27 de abril de 1988 es el tercer hijo de los monarcas. Actualmente ocupa la sexta posición en la línea de sucesión al trono. Ostenta el título 'Ata, heredado de su padre en 2006. | 36 años |

### Los nietos del Monarca
| MIEMBRO                   | PERFIL | EDAD    |
| ------------------------- | --- | ------- |
| Taufa'ahau Manumataongo   | Príncipe de Tonga. Nacido el 10 de mayo de 2013 en Auckland, Nueva Zelanda. Es el segundo en la línea de sucesión al trono, por ser el primogénito del príncipe Jorge Constantino y Sinaitakala Fakafānua. | 11 años |
| Halaevalu Mata’aho        | Princesa de Tonga. Nacida el 12 de julio de 2014 en Auckland, es hija del príncipe Jorge Constantino y Sinaitakala Fakafānua. Se encuentra en la tercera posición en la línea de sucesión al trono.        | 10 años |
| Nanasipau'u Eliana        | Princesa de Tonga. Nacida el 20 de marzo de 2018 en Auckland, es hija de Jorge Constantino y Sinaitakala Fakafānua. Se encuentra en el cuarto lugar en la línea de sucesión al trono.                      | 6 años  |
| Carlota Mafileʻo Pilolevu | Princesa de Tonga. Nacida el 25 de febrero de 2021 en Canberra, Australia. Es hija de Jorge Constantino y Sinaitakala Fakafānua. Se encuentra en el quinto lugar en la línea de sucesión al trono.         | 4 años  |

### Los yernos y nueras del Monarca
| MIEMBRO               | PERFIL | EDAD    |
| --------------------- | --- | ------- |
| Sinaitakala Fakafānua | Princesa heredera de Tonga. Nacida el 20 de marzo de 1987, es hija de Kinikinilau Fakafānua, VII Noble Fakafānua y de su esposa, la Princesa Sinaitakala ’Ofeina ’e he Langi Fakafānua. Es la esposa del príncipe heredero, Jorge Constantino. | 37 años |

## Familia del Monarca
| MIEMBRO                         | PERFIL | EDAD    |
| ------------------------------- | --- | ------- |
| Carlota Mafileʻo Pilolevu Tuita | Princesa real de Tonga. Nacida el 14 de noviembre de 1951, es la hermana mayor del actual monarca Tupou VI. Contrajo matrimonio con el diplomático Siosaʻia Maʻulupekotofa, Lord Tuita. | 73 años |

## Galería de imágenes

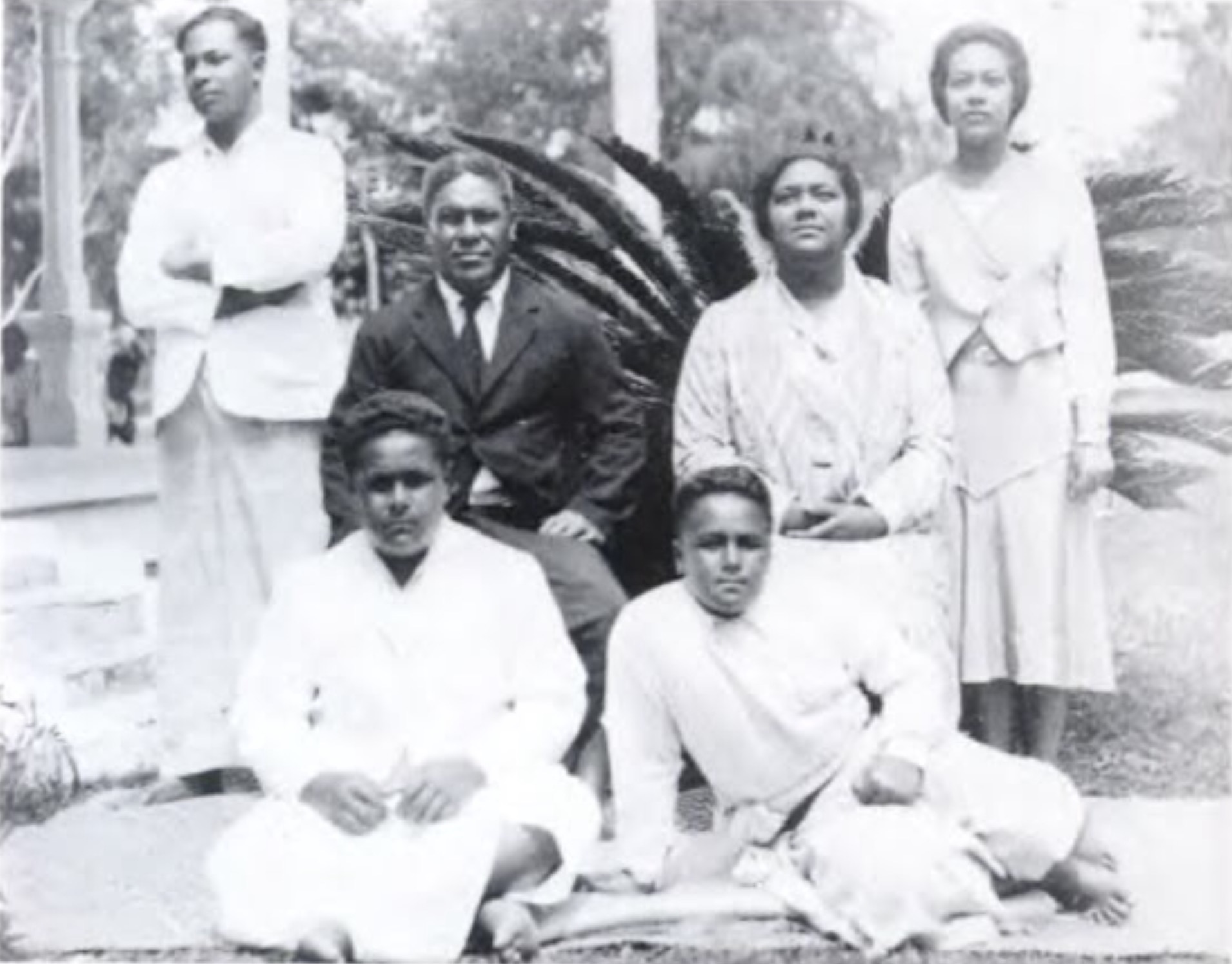
Familia real en 1930, bajo el reinado de la reina Carlota.